# Cencio Massola
Cencio Massola (Genova, 24 novembre 1885 – Levanto, 2 gennaio 1944) è stato un velista italiano.
Rappresentò l'Italia nella categoria 6 metri  di vela ai Giochi della VIII Olimpiade che si tennero dal 21 al 26 luglio 1924 a Le Havre. 
Si trattò della prima volta assoluta in cui l'Italia partecipava a una gara di questo sport durante i Giochi. L'equipaggio era composto, oltre che da Massola, da Carlo Nasi e Roberto Moscatelli e ottenne il settimo posto finale nella categoria 6 m.